# Ключарки (станція)
Ключа́рки — лінійна вантажно-пасажирська залізнична станція Ужгородської дирекції Львівської залізниці.
Розташована у селі Ключарки Мукачівського району Закарпатської області на лінії Стрий — Батьово між станціями Мукачеве (5,5 км) та Страбичово (6 км).

## Історія
Дата відкриття станції наразі не встановлена. Можна припустити на підставі атласів залізниць СРСР 1948 та 1952 років, що станція виникла між 1948 та 1951 роками. Станція була створена на відкритій 1872 року залізниці Чоп — Мукачеве.
Електрифіковано станцію 1962 року у складі залізниці Мукачеве — Чоп.
На станції зупиняються лише приміські електропоїзди.